# Mont Holmes
Pour les articles homonymes, voir Holmes.
Le mont Holmes (en anglais : Mount Holmes) est un sommet montagneux situé dans le parc national de Yellowstone, dans le comté de Park au Wyoming aux États-Unis. D'une altitude de 3 150 m, il s'agit de la plus haute montagne du chaînon Gallatin au Wyoming.

## Géographie

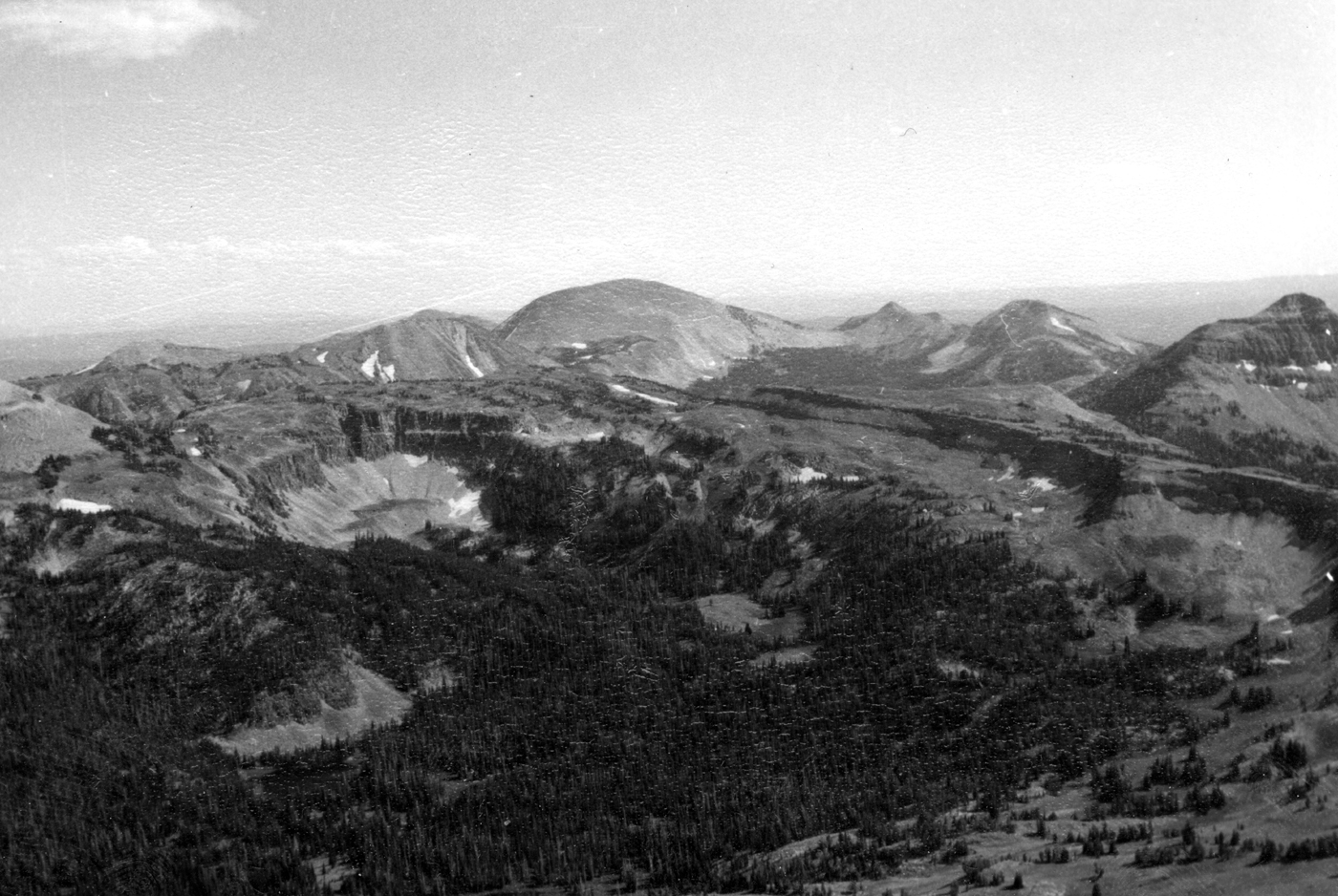
Le mont Holmes et les montagnes à proximité (1963).

Le mont Holmes est situé dans la partie nord-ouest du parc et marque l'extrémité sud du chaînon Gallatin. Il est accolé à d'autres sommets, dont le pic Echo, les pics White (en), Dome Mountain (en), le pic Three Rivers (en) et le pic Antler.
L'Indian Creek et le Winter Creek, des affluents de la rivière Gardner, y prennent leur source, respectivement au nord et au sud.

## Histoire

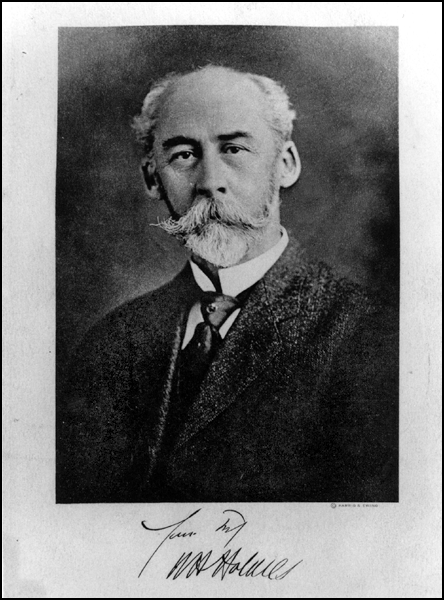
William Henry Holmes, qui a donné son nom au mont Holmes.

Une carte de 1860 réalisée par le capitaine William F. Raynolds montre ce sommet comme étant nommé mont Gallatin. Avant 1878, il était aussi couramment appelé mont Madison en raison de sa proximité avec la rivière Madison. En 1878, le géographe Henry Gannett et le géologue William Henry Holmes (en), membres du troisième Hayden Geologic Survey, gravissent le mont Holmes. Gannett lui donne alors son nom actuel, en référence à William Henry Holmes (en).

## Activités

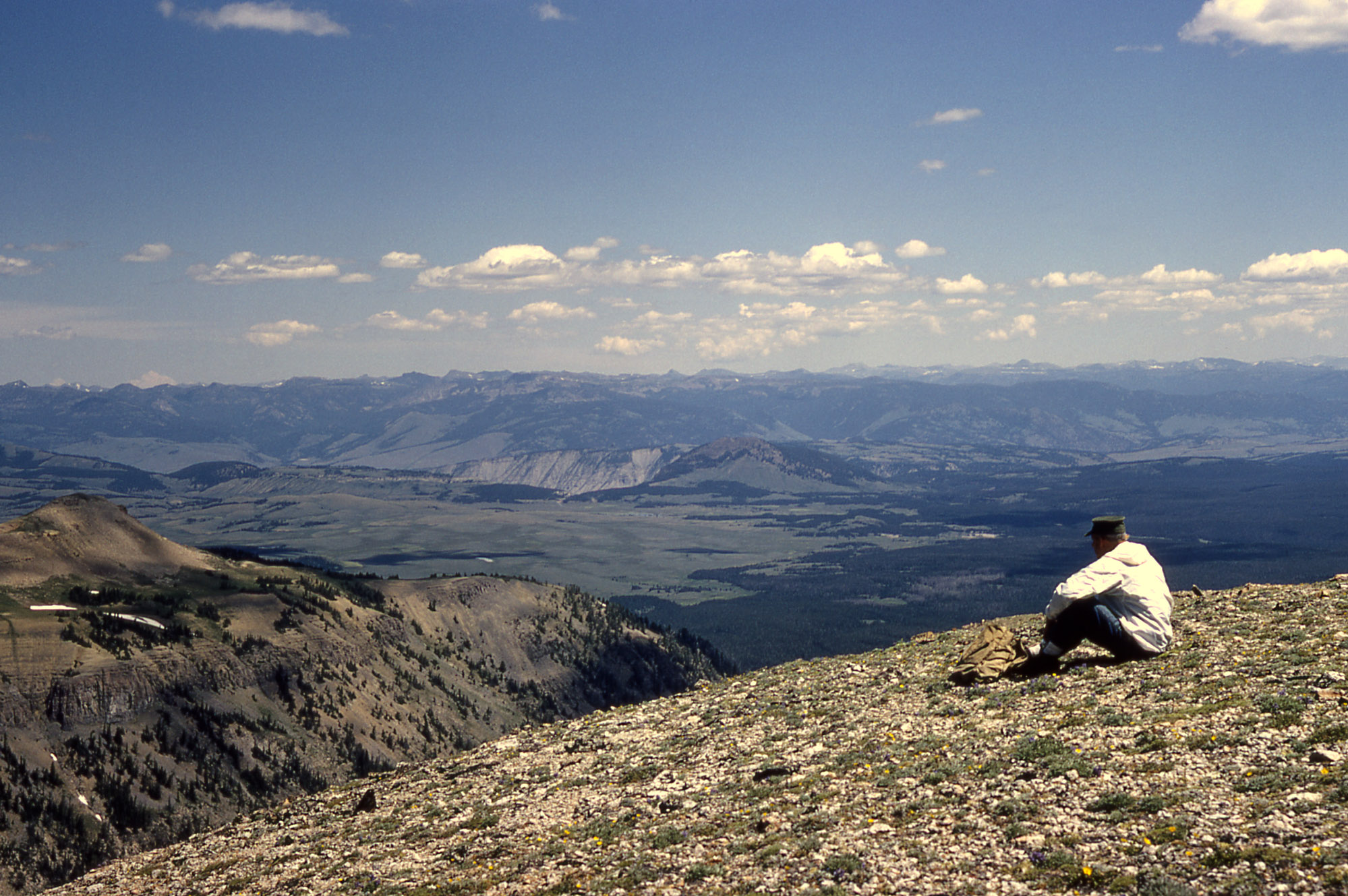
Vue vers l'est depuis le mont Holmes, qui permet de détecter les départs de feu.

On peut accéder à son sommet en empruntant le sentier Mount Holmes-Winter Creek trail, d'une longueur de 17,4 km. Son point de départ est situé près de la source chaude Apollonaris Spring au niveau de la section Mammoth-Norris du district historique de Grand Loop Road. Un sentier permet de rejoindre le lac Trilobite, situé à proximité, depuis le Mount Holmes-Winter Creek trail. 
S'agissant de la plus haute montagne de la zone, une tour de surveillance de départ de feu s'y trouvait, avant qu'elle ne brûle à cause de la foudre le 16 juillet 2019.